# Pierre-Emile Højbjerg
Pierre-Emile Kordt Højbjerg (Copenhague, 5 de agosto de 1995) es un futbolista danés que juega de centrocampista en Olympique de Marsella de la Ligue 1.

## Trayectoria
Procede de la cantera del FC Copenhague, más tarde se unió al Brøndby IF en el año 2010 y fue traspasado al F.C. Bayern de Múnich dos años más tarde. Considera a Zidane como su modelo a seguir. Hizo su debut en el Bayern de Múnich sustituyendo a Xherdan Shaqiri el 13 de abril de 2013 en un partido de la Bundesliga frente al 1. FC Nuremberg con 17 años y 251 días siendo así el jugador más joven en jugar para el primer equipo del Bayern de Múnich.
El 8 de enero de 2015 se confirmó su cesión al F. C. Augsburgo hasta el final de la temporada 2014-15.
El 28 de agosto de 2015 se fue cedido al FC Schalke 04 durante la temporada 2015-16.
En julio de 2016, pasó a la Premier League para el FC Southampton. Allí firmó un contrato de cinco años. En diciembre del 2018, su entrenador Ralph Hassenhutl le dio la capitanía del equipo, hasta que en junio del 2020, tras anunciar públicamente que quería irse del club, Højbjerg dejó de ser el capitán y fue James Ward-Prowse el que lo sucedió. 
Poco después, reportes sobre el interés del Tottenham Hotspur sobre el jugador empezaron a circular, manifestando que el entrenador José Mourinho ya se había puesto en contacto con él y habían acordado su transferencia al club londinense. El 11 de agosto, se anunció que Højbjerg había sido transferido al Tottenham, en un intercambio con el Southampton que incluía el pase de Kyle Walker-Peters más £3 millones. El sábado 22 de agosto, Højbjerg debutó con los Spurs en un partido amistoso contra el Ipswich Town, en el que jugó toda la primera mitad y contribuyó al segundo gol del Tottenham, tras interceptar un pase del arquero del Ipswich y darle la pelota a Dele Alli, quién asistió el gol para Heung-Min Son en el minuto 10.

## Selección nacional

### Participaciones en Copas del Mundo
| Mundial                        | Sede  | Resultados | Partidos | Goles |
| ------------------------------ | ----- | ---------- | -------- | ----- |
| Copa Mundial de Fútbol de 2022 | Catar | Prime fase | 3        | 0     |

### Participaciones en Eurocopas
| Copa          | Sede     | Resultado        | Partidos | Goles |
| ------------- | -------- | ---------------- | -------- | ----- |
| Eurocopa 2020 | Europa   | Semifinal        | 6        | 0     |
| Eurocopa 2024 | Alemania | Octavos de final | 4        | 0     |

## Estadísticas

### Clubes
Actualizado al último partido disputado el 8 de noviembre de 2024.
| Club                               | Div           | Temporada     | Liga  | Liga  | Liga   | Copas nacionales | Copas nacionales | Copas nacionales | Copas internacionales | Copas internacionales | Copas internacionales | Total | Total | Total  |
| Club                               | Div           | Temporada     | Part. | Goles | Asist. | Part.            | Goles            | Asist.           | Part.                 | Goles                 | Asist.                | Part. | Goles | Asist. |
| ---------------------------------- | ------------- | ------------- | ----- | ----- | ------ | ---------------- | ---------------- | ---------------- | --------------------- | --------------------- | --------------------- | ----- | ----- | ------ |
| Bayern de Múnich II · Alemania ·   | 4.ª           | 2012-13       | 30    | 8     | 0      | ―                | ―                | ―                | ―                     | ―                     | ―                     | 30    | 8     | 0      |
| Bayern de Múnich II · Alemania ·   | 4.ª           | 2013-14       | 14    | 4     | 0      | ―                | ―                | ―                | ―                     | ―                     | ―                     | 14    | 4     | 0      |
| Bayern de Múnich II · Alemania ·   | Total club    | Total club    | 44    | 12    | 0      | 0                | 0                | 0                | 0                     | 0                     | 0                     | 44    | 12    | 0      |
| Bayern de Múnich · Alemania ·      | 1.ª           | 2012-13       | 2     | 0     | 0      | 0                | 0                | 0                | 0                     | 0                     | 0                     | 2     | 0     | 0      |
| Bayern de Múnich · Alemania ·      | 1.ª           | 2013-14       | 7     | 0     | 1      | 2                | 0                | 0                | 0                     | 0                     | 0                     | 9     | 0     | 1      |
| Bayern de Múnich · Alemania ·      | 1.ª           | 2014-15       | 8     | 0     | 0      | 2                | 0                | 0                | 3                     | 0                     | 0                     | 13    | 0     | 0      |
| F. C. Augsburgo · Alemania ·       | 1.ª           | 2014-15       | 16    | 2     | 3      | 0                | 0                | 0                | ―                     | ―                     | ―                     | 16    | 2     | 3      |
| F. C. Augsburgo · Alemania ·       | Total club    | Total club    | 16    | 2     | 3      | 0                | 0                | 0                | 0                     | 0                     | 0                     | 16    | 2     | 3      |
| Bayern de Múnich · Alemania ·      | 1.ª           | 2015-16       | 0     | 0     | 0      | 1                | 0                | 0                | 0                     | 0                     | 0                     | 1     | 0     | 0      |
| Bayern de Múnich · Alemania ·      | Total club    | Total club    | 17    | 0     | 1      | 5                | 0                | 0                | 3                     | 0                     | 0                     | 25    | 0     | 1      |
| F. C. Schalke 04 · Alemania ·      | 1.ª           | 2015-16       | 23    | 0     | 1      | 1                | 0                | 0                | 6                     | 0                     | 0                     | 30    | 0     | 1      |
| F. C. Schalke 04 · Alemania ·      | Total club    | Total club    | 23    | 0     | 1      | 1                | 0                | 0                | 6                     | 0                     | 0                     | 30    | 0     | 1      |
| Southampton F. C. Inglaterra       | 1.ª           | 2016-17       | 22    | 0     | 0      | 7                | 0                | 1                | 6                     | 0                     | 0                     | 35    | 0     | 1      |
| Southampton F. C. Inglaterra       | 1.ª           | 2017-18       | 23    | 0     | 0      | 5                | 1                | 0                | ―                     | ―                     | ―                     | 28    | 1     | 0      |
| Southampton F. C. Inglaterra       | 1.ª           | 2018-19       | 31    | 4     | 3      | 2                | 0                | 0                | ―                     | ―                     | ―                     | 33    | 4     | 3      |
| Southampton F. C. Inglaterra       | 1.ª           | 2019-20       | 33    | 0     | 1      | 5                | 0                | 0                | ―                     | ―                     | ―                     | 38    | 0     | 1      |
| Southampton F. C. Inglaterra       | Total club    | Total club    | 109   | 4     | 4      | 19               | 1                | 1                | 6                     | 0                     | 0                     | 134   | 5     | 5      |
| Tottenham Hotspur F. C. Inglaterra | 1.ª           | 2020-21       | 38    | 2     | 4      | 6                | 0                | 1                | 9                     | 0                     | 0                     | 53    | 2     | 5      |
| Tottenham Hotspur F. C. Inglaterra | 1.ª           | 2021-22       | 36    | 2     | 2      | 7                | 0                | 2                | 5                     | 1                     | 0                     | 48    | 3     | 4      |
| Tottenham Hotspur F. C. Inglaterra | 1.ª           | 2022-23       | 35    | 4     | 5      | 2                | 0                | 0                | 7                     | 1                     | 2                     | 44    | 5     | 7      |
| Tottenham Hotspur F. C. Inglaterra | 1.ª           | 2023-24       | 36    | 0     | 0      | 3                | 0                | 0                | —                     | —                     | —                     | 39    | 0     | 0      |
| Tottenham Hotspur F. C. Inglaterra | Total club    | Total club    | 145   | 8     | 11     | 18               | 0                | 3                | 21                    | 2                     | 2                     | 184   | 10    | 16     |
| Olympique de Marsella Francia      | 1.ª           | 2024-25       | 11    | 1     | 0      | 0                | 0                | 0                | —                     | —                     | —                     | 11    | 1     | 0      |
| Olympique de Marsella Francia      | Total club    | Total club    | 11    | 1     | 0      | 0                | 0                | 0                | 0                     | 0                     | 0                     | 11    | 1     | 0      |
| Total carrera                      | Total carrera | Total carrera | 365   | 27    | 20     | 43               | 1                | 4                | 36                    | 2                     | 2                     | 445   | 30    | 26     |

## Palmarés

### Títulos nacionales
| Título           | Club             | País     | Año     |
| ---------------- | ---------------- | -------- | ------- |
| Bundesliga       | Bayern de Múnich | Alemania | 2012-13 |
| Bundesliga       | Bayern de Múnich | Alemania | 2013-14 |
| Copa de Alemania | Bayern de Múnich | Alemania | 2013-14 |
| Bundesliga       | Bayern de Múnich | Alemania | 2014-15 |

### Títulos internacionales
| Título                 | Club             | Sede      | Año  |
| ---------------------- | ---------------- | --------- | ---- |
| Copa Mundial de Clubes | Bayern de Múnich | Marruecos | 2013 |

### Distinciones individuales
| Distinción                       | Año  |
| -------------------------------- | ---- |
| Equipo del Torneo de la Eurocopa | 2020 |